# Shigella sonnei
Shigella sonnei là một loài của Shigella. Cùng với Shigella flexneri, nó chịu trách nhiệm cho 90% các trường hợp shigellosis. Shigella sonnei được đặt theo tên của nhà vi khuẩn học người Đan Mạch Carl Olaf Sonne. Nó là một loại vi khuẩn gram âm, hình que, không di động, không hình thành bào tử.

## Sinh lý bệnh
Loài này trùng hợp Actin tế bào chủ.

## Tiến hóa
Loài này là vô tính và đã lan rộng trên toàn thế giới. Phân tích 132 chủng đã chỉ ra rằng chúng có nguồn gốc từ một tổ tiên chung ở châu Âu vào khoảng năm 1500 sau Công nguyên.

## Nguyên nhân
"Nhóm D" Vi khuẩn Shigella gây ra bệnh shigellosis. Những người bị nhiễm vi khuẩn giải phóng nó vào phân của họ, do đó gây ra khả năng lây lan qua thực phẩm hoặc nước, hoặc tiếp xúc trực tiếp với người qua đường miệng. Có điều kiện sống kém vệ sinh hoặc thực phẩm hoặc nước bị ô nhiễm góp phần gây ra bệnh.

## Triệu chứng
Nhiễm trùng có thể dẫn đến sốt cấp tính, đau quặn bụng cấp tính, đau quặn trực tràng, buồn nôn, tiêu chảy, có máu, dịch nhầy hoặc mủ trong phân, xảy ra trong vòng 1 đến 7 ngày sau khi nhiễm khuẩn. Hầu hết các trường hợp nhiễm Shigella thường tự khỏi mà không có biến chứng, nhưng nếu không được điều trị hoặc trì hoãn chẩn đoán có thể dẫn đến một số biến chứng nghiêm trọng như mất nước (đặc biệt là mất nước nghiêm trọng có thể dẫn đến sốc và tử vong), co giật, hội chứng urê huyết tán huyết (HUS), phì đại tràng do độc, và viêm khớp phản ứng. Những người bị tiêu chảy thường hồi phục hoàn toàn,mất vài tháng trước khi thói quen đại tiện của họ hoàn toàn bình thường. Một khi đã bị shigella, người bị nhiễm bệnh không bị tái phát bệnh này trong ít nhất vài năm. Tuy nhiên, họ vẫn có thể bị nhiễm các loại Shigella khác.

## Phòng ngừa
Không có vắc-xin có sẵn cho Shigella. Phòng ngừa tốt nhất chống lại bênh shigella là rửa tay kỹ lưỡng, thường xuyên bằng xà phòng và nước trước và sau khi sử dụng nhà vệ sinh và trước khi xử lý thực phẩm; Ngoài ra, việc tuân thủ nghiêm ngặt các biện pháp phòng ngừa an toàn thực phẩm và nước đạt tiêu chuẩn là yếu tố tiên quyết. Tránh quan hệ tình dục với những người bị tiêu chảy hoặc những người gần đây đã khỏi bệnh tiêu chảy. Tránh nuốt phải nước từ ao, hồ hoặc bể bơi không được xử lý.

## Điều trị
Kháng thuốc kháng sinh đã được báo cáo.